# Gustavo Re
Gustavo Re (* 4. Juli 1908 in Mailand; † 5. Juni 1979 in Barcelona) war ein italienischer Schauspieler, der in Spanien arbeitete.

## Leben
Re spielte in seinem Geburtsland in Varietétheatern und kam im Zuge des Zweiten Weltkrieges 1941 nach Spanien, wo er der Schauspiel- und Musikfamilie Los Vieneses neben Artur Kaps, Komiker Franz Johan und Artistin Herta Frankel als einer der tragenden Darsteller angehörte. Mit dieser feierte er, auch Violine spielend und mit seiner Puppe „Pedrito Corchea“, zwei Jahrzehnte lang künstlerische und Publikums-Erfolge wie Todo para el córazon, Luces de Viena, Melodias del Danubio oder Carrusel vienés. 1949 debütierte Re mit einer Rolle in 39 cartas de amor beim Film, wo er sich – von kleiner Statur, mit rundem, meist bärtigem Gesicht – bis zum Ende seines Lebens als verlässlicher Nebendarsteller meist gutmütiger Charaktere bewährte. Neben Melodramen von José Luis Sáenz de Heredia sah man ihn auch in Herr Satan persönlich neben Orson Welles und in abenteuerlichen Stoffen, darunter siebzehn Western. In den Anfängen des spanischen Fernsehens gehörte Re als Mitglied der Truppe um Kaps, die aus bunten Sketchen – Cuadros – bestehende beliebte Unterhaltungssendungen wie Amigos del martes (1961–1964), Noche de estrellas (1964/65) und Noche del sábado (1965–1967) gestaltete, zu den bekannten frühen Persönlichkeiten des Bildschirms.

## Filmografie (Auswahl)
- 1949: 39 cartas de amor
- 1955: Tres eran tres
- 1957: Sag es mit Musik (Quiéreme con musica)
- 1963: Das Geheimnis des Scaramouche (La máscara de Scaramouche)
- 1965: Unser Mann aus Istanbul (Operación Estambul)
- 1965: Vergeltung in Catano (Tierra de fuego)
- 1966: Die ganze Meute gegen mich (La venganza di Clark Harrison)
- 1966: Keinen Dollar für dein Leben (Un dollaro di fuoco)
- 1967: Mister Dynamit – Morgen küßt Euch der Tod
- 1968: Für ein paar Leichen mehr (Sonora)
- 1968: An einem Freitag in Las Vegas (Las Vegas, 500 millones)
- 1969: Marquis de Sade: Justine
- 1969: Die Folterkammer des Dr. Fu Man Chu
- 1969: La taglia è tua… l’uomo l’ammazzo io
- 1970: Dein Leben ist keinen Dollar wert (Veinte pasos para la muerte)
- 1970: Rancheros (La diligencia de los condenados)
- 1971: Freibeuter der Meere (Il corsaro nero)
- 1971: Zwei Halleluja für den Teufel (Abre tu fosa, amigo… llega Sábata)
- 1972: Una bala marcada
- 1972: Dr. M schlägt zu
- 1972: Ein Einsamer kehrt zurück (El retorno de Clint el Solitario)
- 1972: Ninguno de los tres se llamaba Trinidad
- 1972: Trauma
- 1972: Whisky, Plattfüße und harte Fäuste (Los fabulosos de Trinidad)
- 1972: Zwei ausgekochte Halunken (La caza de oro)
- 1978: Préstamela esta noche